# Stadtmitte
Stadtmitte ("stadskärnan") är en central station i Berlins tunnelbana som trafikeras av linjerna U2 och U6. Den öppnades 1908 för dagens U2 och 1923 öppnades U6:ans station. De två stationerna binds samman av en gångtunnel, den så kallade mustunneln. I anslutning till stationen finns bl.a. Friedrichstrasse och Gendarmenmarkt. Under Berlinmurens år från 1961 fram till 1990 var U6:ans station avstängd.

## Bildgalleri

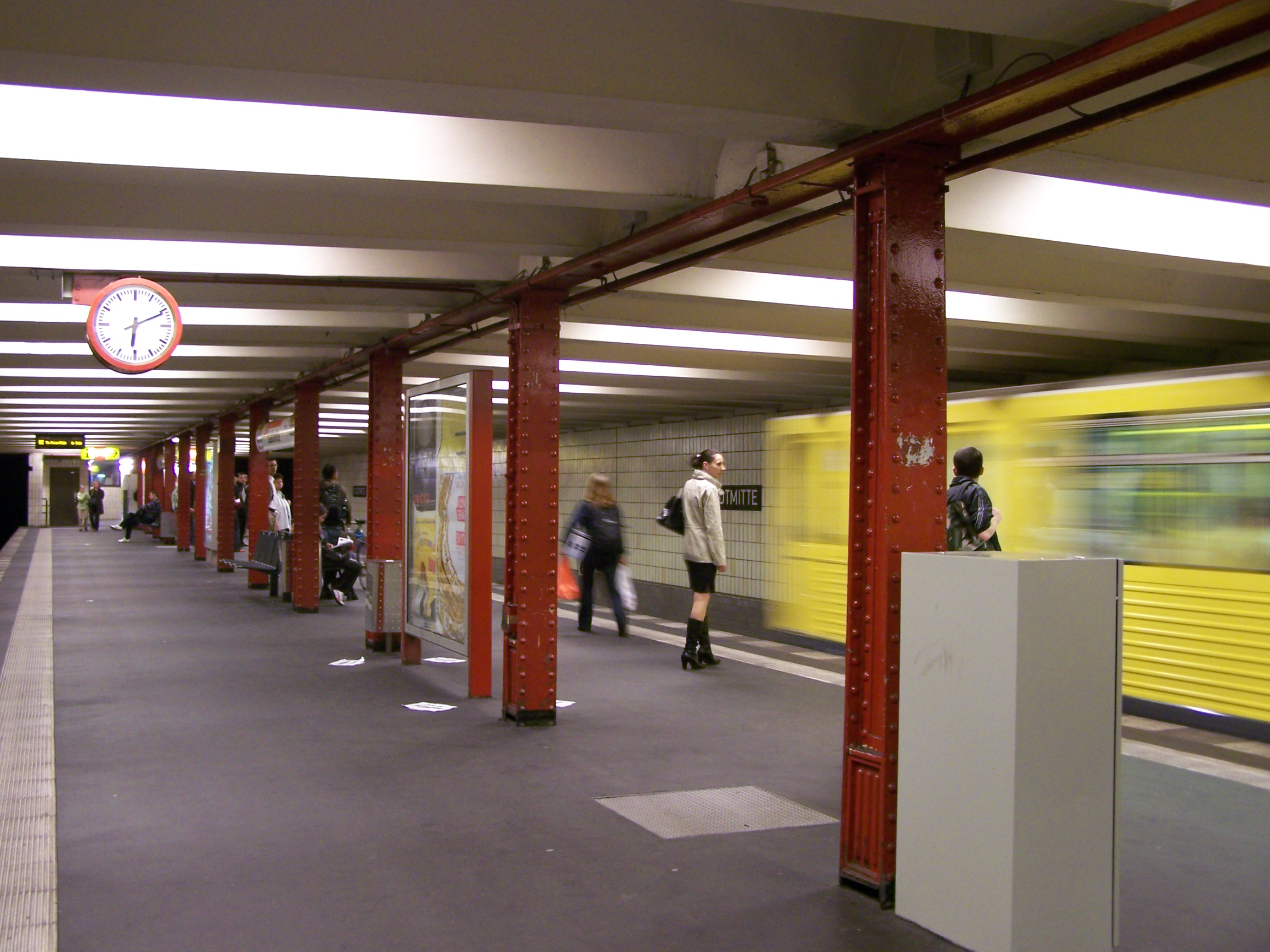
Linje U2
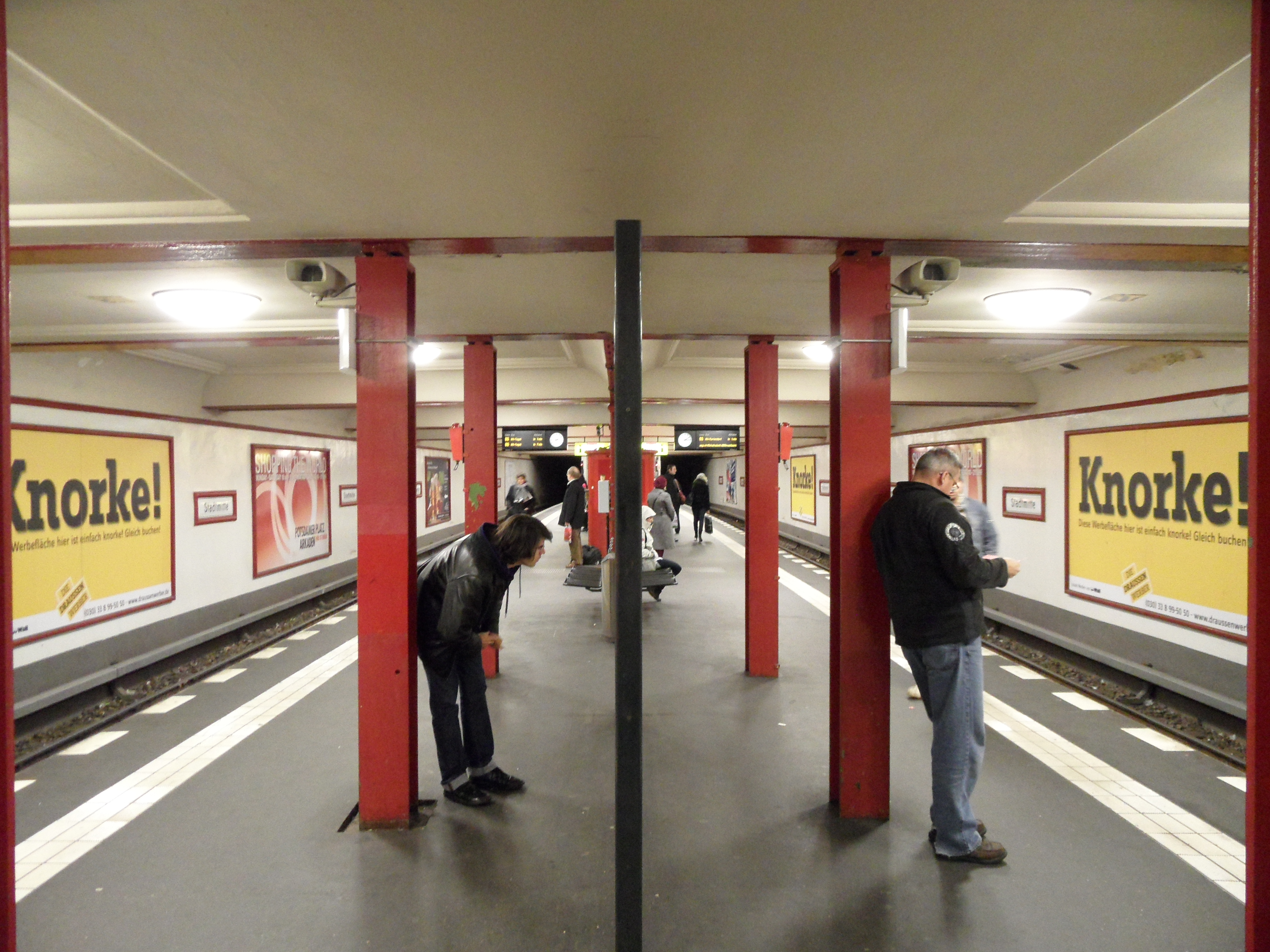
Perrong på linje U2
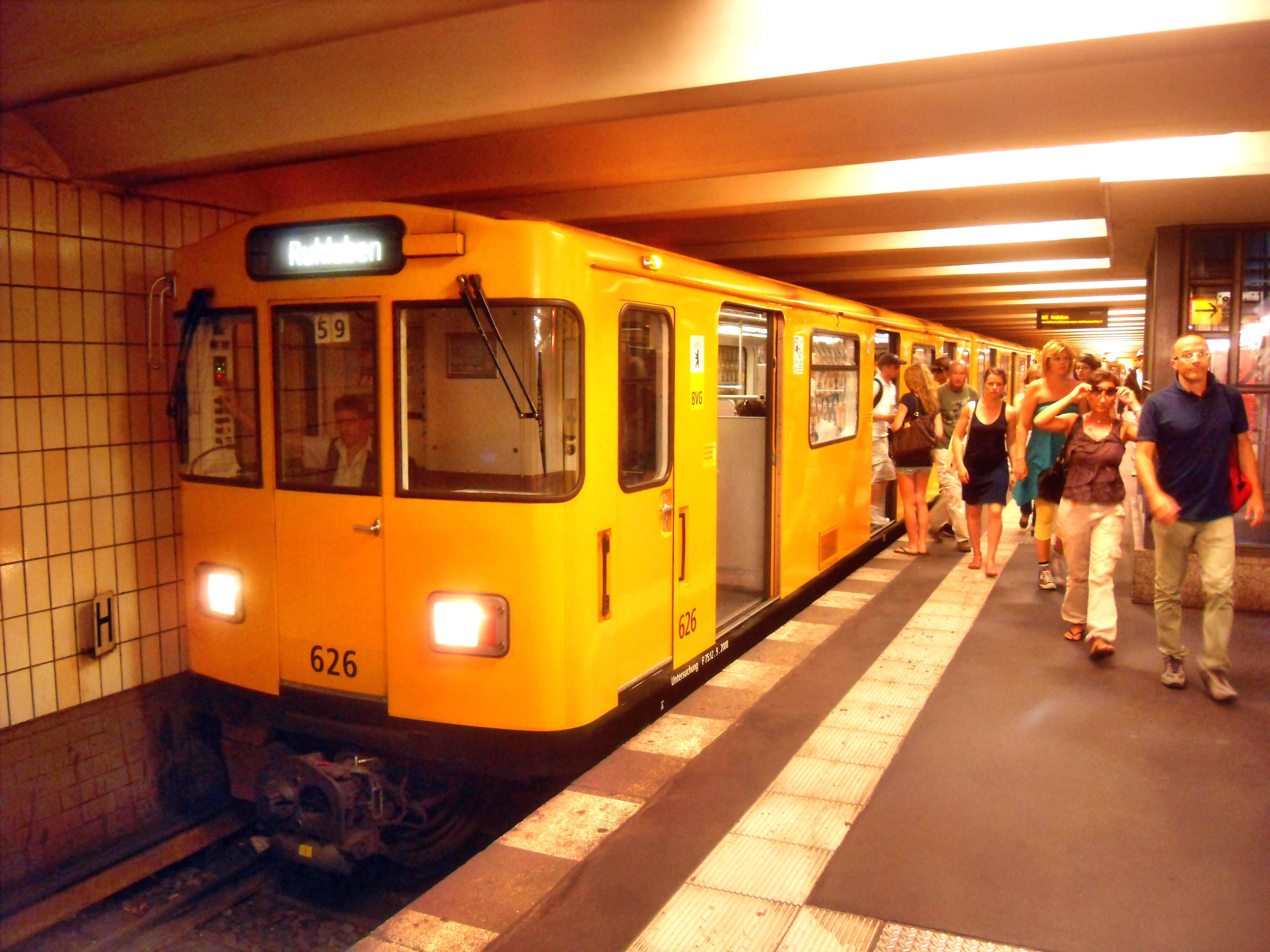
U-Bahntåg linje U2
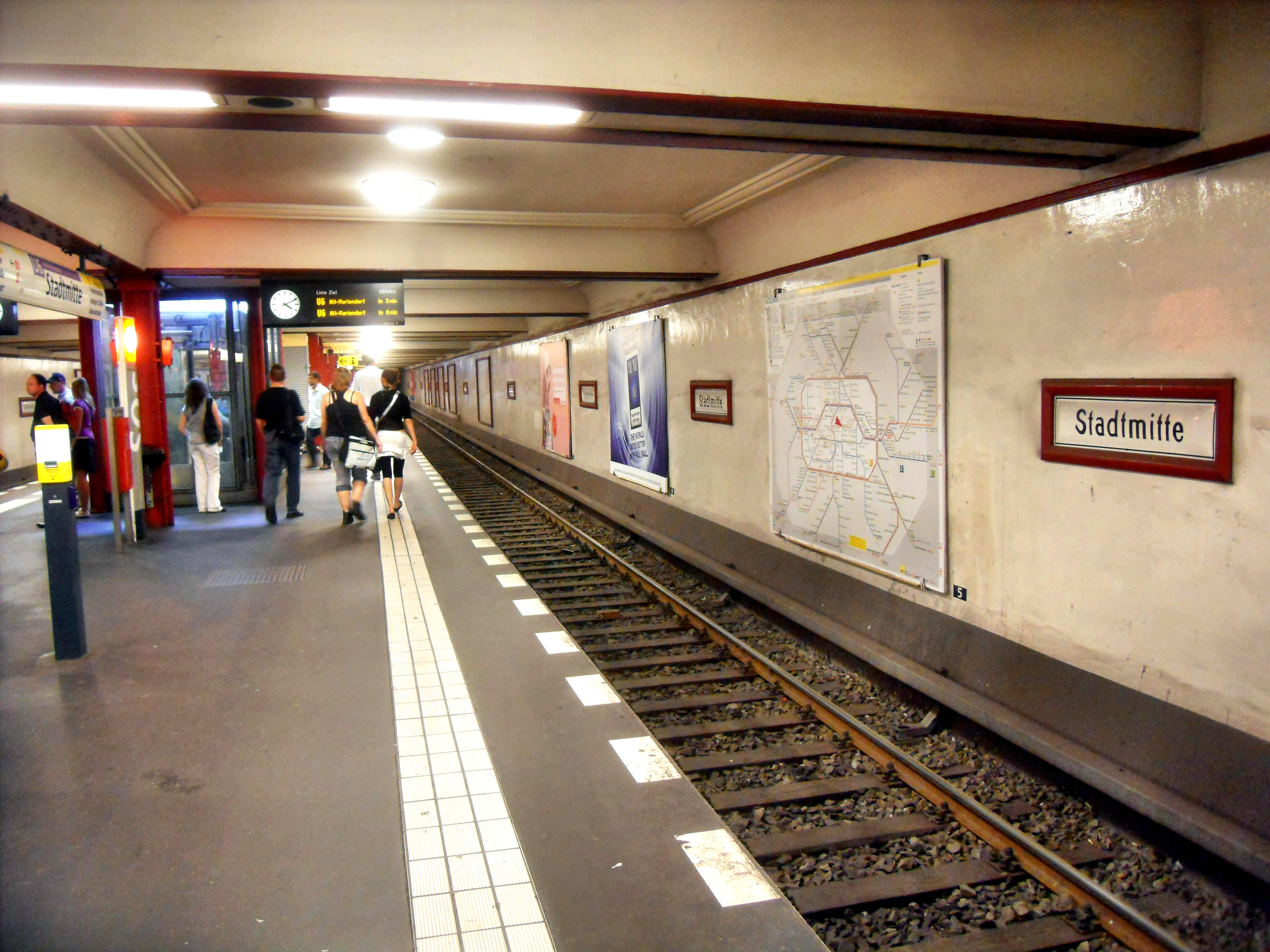
Linje U6
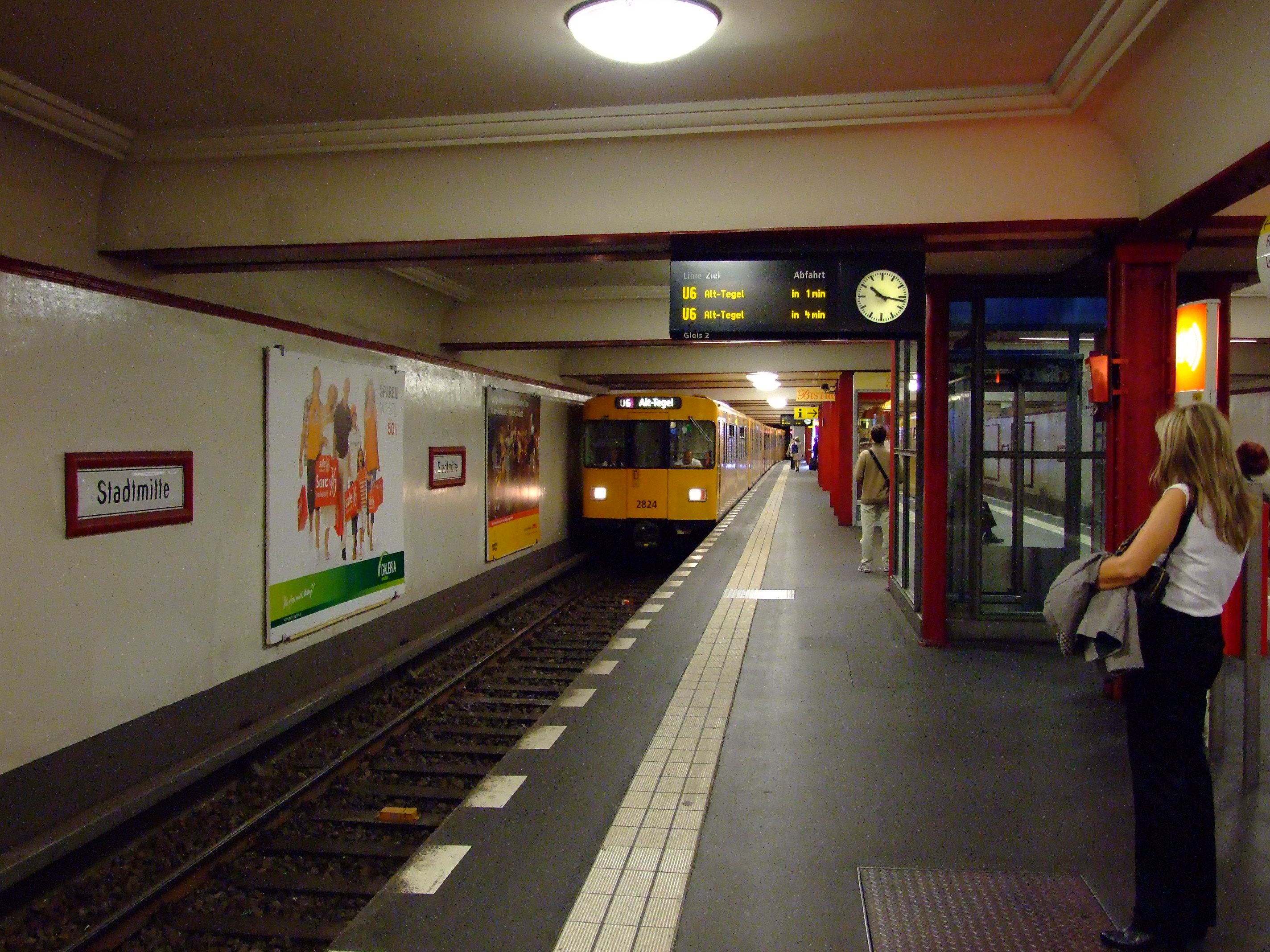
Perrong på linje U6
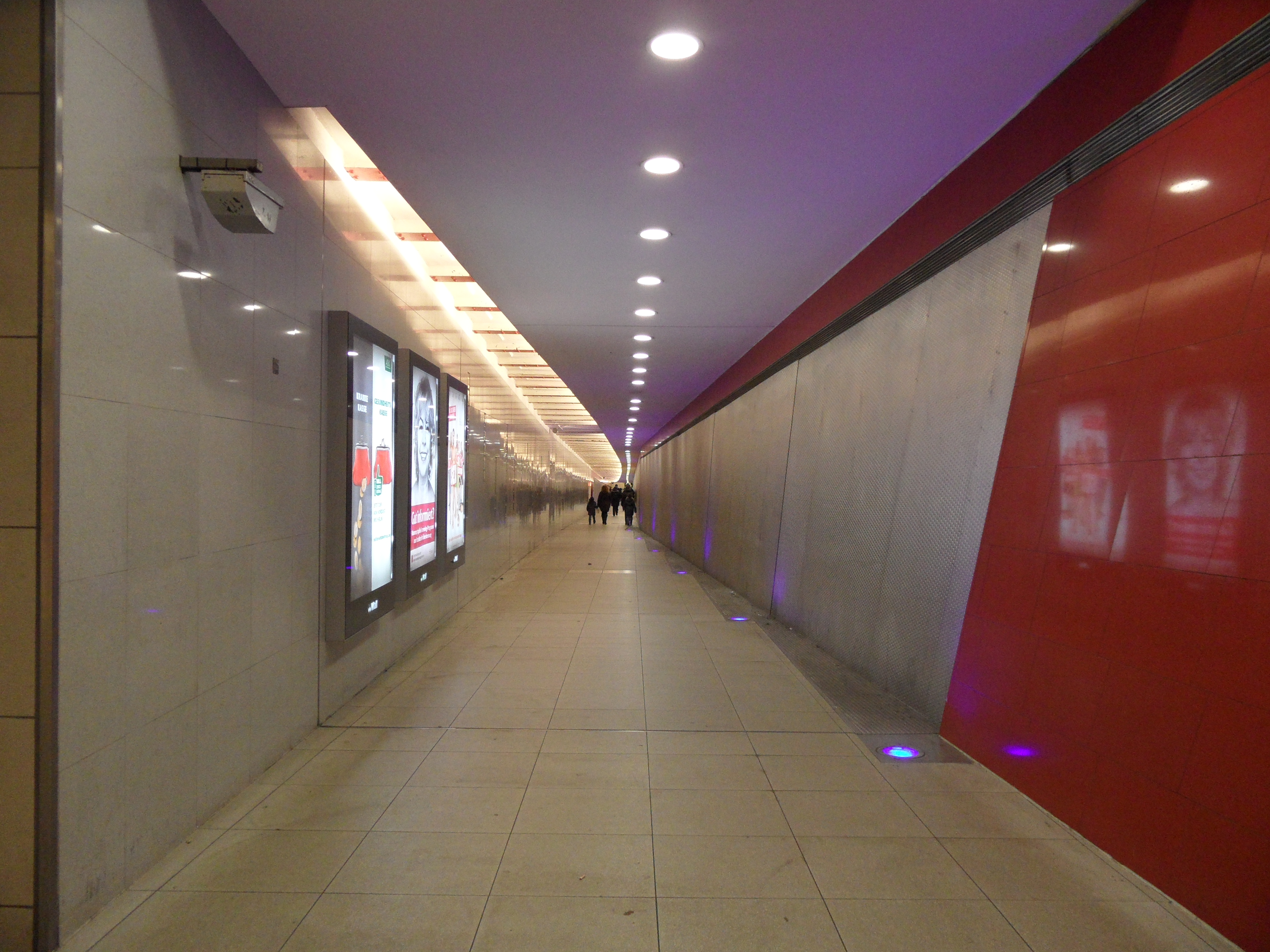
Mustunneln mellan linje U2 och U6
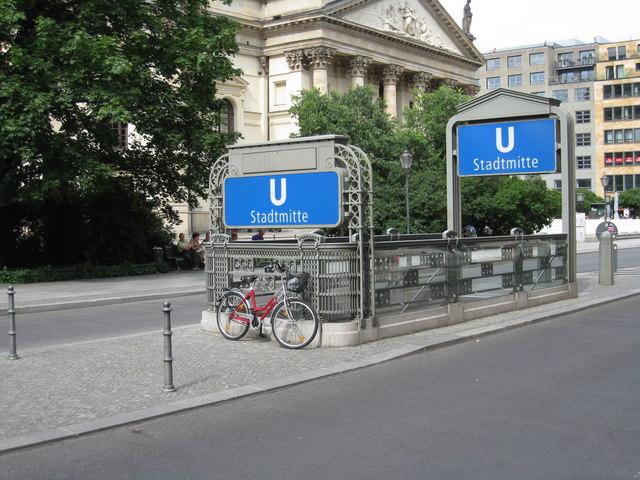
Ingång Gendarmenmarkt
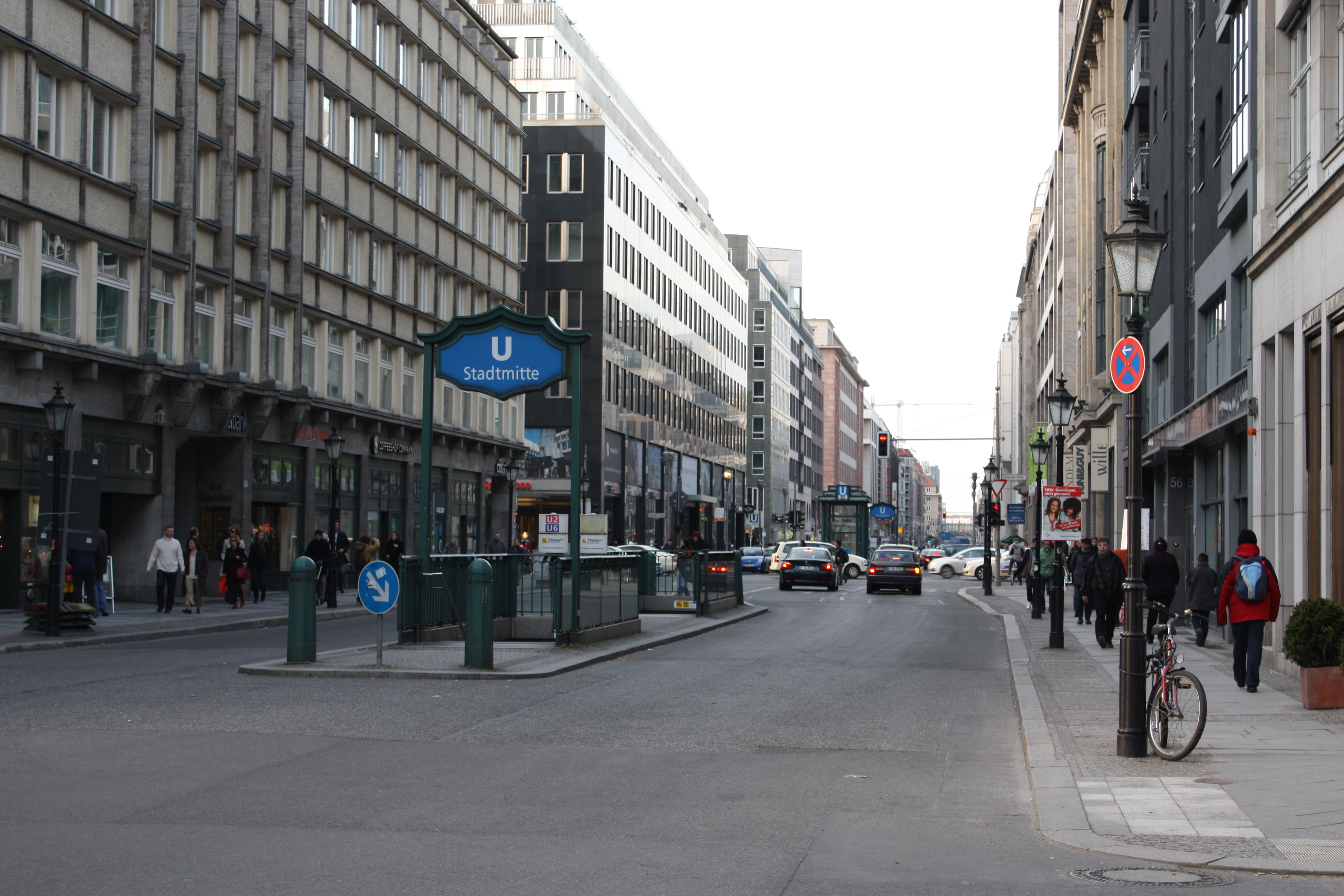
Ingång Friedrichstrasse och Krausenstrasse samt Kronenstrasse
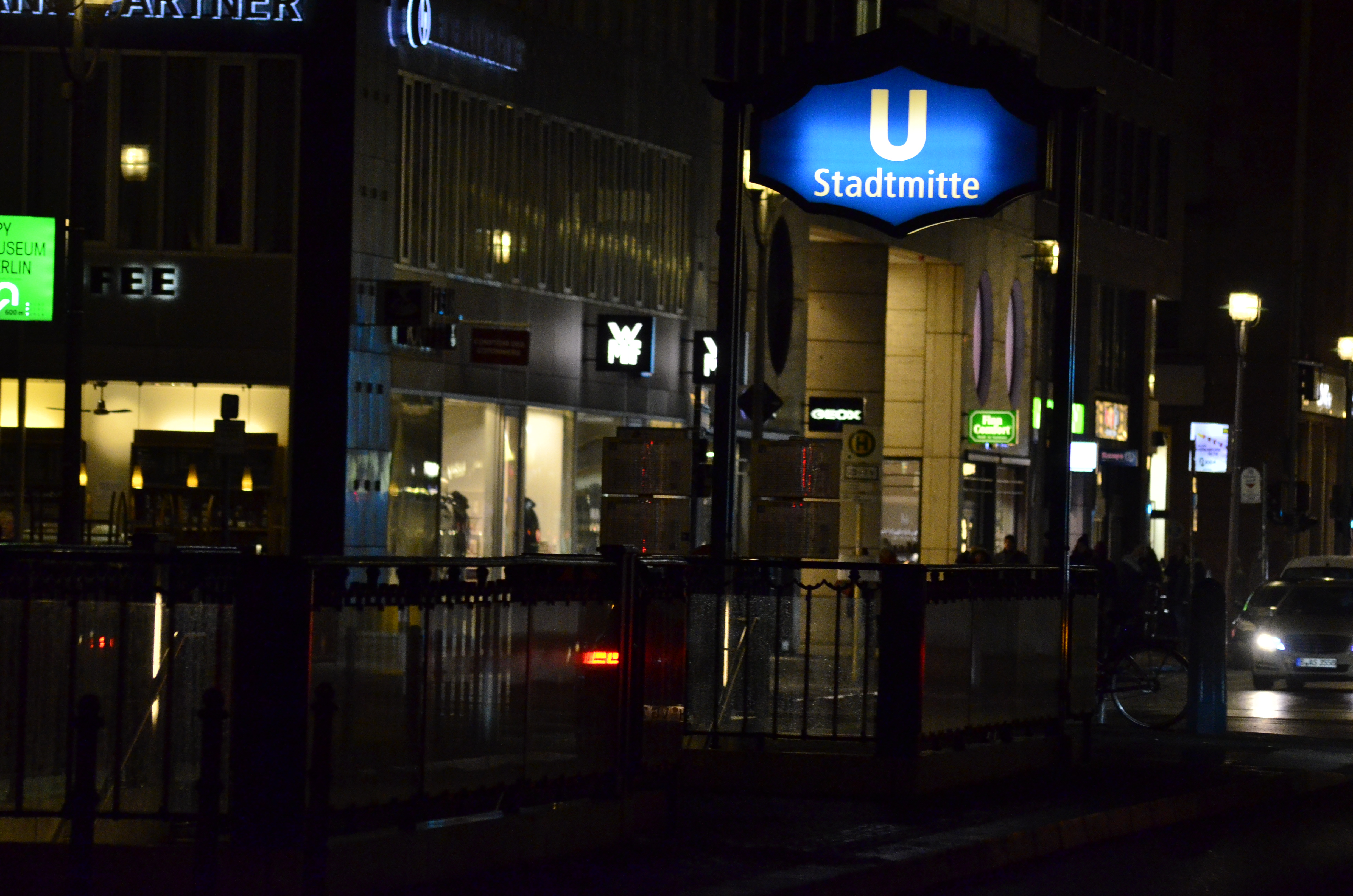
Ingång Friedrichstrasse